# Дикий Кот (DC Comics)
Дикий Кот (англ. Wildcat) — имя нескольких вымышленных супергероев издательства DC Comics. Первым и самым знаменитым был Тед Грант, долгое время бывший участником Общества Справедливости Америки. Создан сценаристом Биллом Фингером и иллюстратором Ирвином Хейсеном, впервые появился в «Sensation Comics» №1 (январь 1942 года). Будучи боксёром-тяжеловесом мирового уровня, случайно спутался с организованной преступностью и разработал свою костюмированную личность, чтобы очистить своё реальное имя.
Современные комиксы показывают Дикого Кота, как шумного жесткого человека с долей шовинизма, что часто приводит к стычкам с прогрессивной Пауэр Гёрл, а также показывает некоторые его слабости. А наложенное на него заклинание «девяти жизней» объясняет его возможности в столь большом возрасте. Как и многие другие старые участники Общества Справедливости, он является наставником для более молодых героев, в частности Бэтмена и Чёрной канарейки. Его отношения с Чёрной канарейкой стали основой для эпизода в «Justice League Unlimited».
Другие персонажи также надевали костюм Дикого Кота и брали его имя, в том числе погибшая Иоланда Монтес, крёстная дочь Теда, взявшая на себя его обязанности, когда он был ранен. Не так давно Том Бронсон, найденный сын Гранта, также взял имя Дикий Кот и под началом отца стал новым участником Общества Справедливости Америки.

## История публикаций

### Tomahawk’s Rangers
Дикий Кот (настоящее имя неизвестно) был участником команды рейнджеров Томагавка, сражавшихся за независимость во время Американской Революции в 18 столетии. Первый раз он появился в «Tomahawk» № 92 (май/июнь 1962 года) и был создан Франц Геррон, Фредом Рэйем, Мюрреем Болтиноффом и Дэном Шпигелем. Его выбор псевдонима не имел никакой связи с Тедом Грантом, равно как и с наследием «Дикого Кота», которое он начал, и согласно соглашению Тед Грант обычно обозначается, как «Дикий Кот I».

### Тед Грант
Тед Грант является обычным человеком, однажды получившим магическим образом девять жизней. Он остаётся на пике физического состояния атлета за счёт постоянных тренировок. Является боксёром мирового уровня, который тренировал таких героев, как Бэтмен, Чёрная канарейка и даже Супермен, в боевых искусствах. Сам в свою очередь был тренирован бывшим боксёром Джо Морганом (тем же человеком, который тренировал друзей Гранта — Атома и Стража).

#### Земля-2
Тед Грант начал носить костюм Дикого Кота, начиная с Sensation Comics № 1 (январь 1942 года), в том же выпуске впервые появились Чудо-женщина и Мистер Террифик.
Происхождение Дикого Кота было рассказано в Sensation Comics № 1 и в Secret Origins и в All-Star Squadron Annual № 1 (1982 год). Генри Грант произнёс над своим сыном клятву, что его ребёнок не вырастет в страхе жизни, поэтому он вдохновлял своего сына в спорте и платил за его обучение, которое бы продолжилось в колледже, если бы не смерть и Генри Гранта, и его жены. Осиротев в дни Великой Депрессии, Тед Грант оказался безработным в большом городе. Однажды ночью он спас «Сокер» Смит, чемпиона-боксёра в тяжёлом весе, от ограбления. «Сокер» берёт Теда под своё крыло и вскоре Тед сам стал чемпионом в тяжёлом весе. Он также стал, сам того не зная, запутан в зловещие планы его менеджера. В результате его наставник «Сокер» Смит был убит боксёрской перчаткой, снаряжённой ядовитой иглой — это было подстроено менеджерами Гранта Флином и Скиннером. Замышлялось так, чтобы яд лишь замедлил Смита, но они перепутали дозу. Когда Грант был арестован за преступление, Флинт и Скиннер, боясь, что он может знать, что случилось, организовали атаку на юного боксёра. Тед Грант выжил, но не полицейские, что его охраняли. Он стал беглецом и наткнулся на ребёнка, у которого украли комикс про Зелёного Фонаря. Ребёнок, описывая таинственного Зелёного Фонаря, вдохновил Теда на создание костюма большой чёрной кошки. Он взял имя Дикий Кот и поклялся очистить своё имя. Он добился справедливости и задержал Сикннера и Флинта, и злодеи рассказали правду и имя Гранта было очищено. Дикий Кот продолжил сражаться с преступностью.
На страницах All-Star Comics Дикий Кот пережил несколько приключений, как член Общества Справедливости Америки и в 1980-х годах, когда публиковался All-Star Squadron и была создана предыстория Второй мировой войны для супергероев, Дикий Кот получил своё место в конгломерате героев. В All-Star Comics (1976—1979) Дикий Кот был главным в Обществе Справедливости. В сюжетной линии, в которой Зелёный Фонарь обезумел и комиссар Брюс Уэйн объявил ордер на арест всех членов Общества Справедливости, это был Дикий Кот, кто смог взглянуть страху в глаза и смог победить человека, стоящего за всем этим; второго Психо-Пирата. В 1985 году в ходе Кризиса на Бесконечных Землях, ноги Теда были разбиты вышедшим из под контроля Красным Торнадо и он, казалось, был обречён провести остаток жизни в инвалидном кресле, однако вскоре обнаружил, что у него есть крёстная дочь, которая стала Дикой Кошкой (смотри ниже).

### Земля-1
До Кризиса существовала версия Теда Гранта с Земли-1. Этот Дикий Кот объединялся с Бэтменом несколько раз и являлся боксёром тяжеловесом в отставке, как и его версия с Земли-2. Этот Грант имел незначительную карьеру и большая часть его ранних лет осталась неизвестна, как и его происхождение, хотя оно скорей всего схоже с Тедом Грантом Золотого Века. Эта версия перестала существовать после Кризиса на Бесконечных Землях, а версия с Земли-2 стала основной версией среди бесконечных вселенных, хотя и сказано, что Бэтмен обучался у Теда Гранта.

### После Кризиса
После перезапуска Кризиса на Бесконечных Землях увечья Теда Гранта, полученные в ходе Кризиса, были уменьшены с параплегии до лёгких ранений, от которых Тед быстро поправился. Он также всё ещё являлся чемпионом по боксу в тяжёлом весе. Плюс к этому, Тед является экспертом в нескольких боевых искусствах, включающих крав-мага, хапкидо, муай тай и капоэйра, хотя предпочитает обычные удары в стиле бокса, как часть его стиля. Даже в его солидные годы Тед несколько раз нокаутировал весьма опытных бойцов одним ударом.
После Кризиса Тед всё ещё состоял в Обществе Справедливости Америки, когда они добровольно ушли в изгнание в Лимбо, чтобы предотвратить событие из северной мифологии, известное, как Рагнарёк. Он оставался там несколько лет, пока не был освобождён вместе с остальным Обществом в Armageddon: Inferno. Он участвовал в ужасной битве Общества Справедливости и Экстанта в ходе события Нулевой час и пал жертвой способности Экстанта управлять временем, что вернуло его в хорошую форму из бытия старым, болезненным человеком. Однако в ходе перезапуска вселенной в конце Нулевого часа Дикий Кот вместе с Флэшем Золотого века, Джейем Гарриком (также жертвой Экстанта), нашли себя снова в возрасте около 50 лет.
В результате Нулевого часа Дикий Кот решил уйти в отставку от борьбы с преступностью и стал тренером профессионального бокса. В частном порядке он продолжает тренировать юных супергероев в боевых искусствах. После Нулевого часа также были раскрыты факты о прошлом Дикого Кота: первым стал факт существования у него двух сыновей. Первый, Джейк (зачатый в ходе отношений в 1950-е годы с женщиной Ириной), был украден одним из врагов Теда, Жёлтой Осой в качестве замены его собственного биологического сына, которого злой учёный превратил в наполовину гумоноида, наполовину осу. Другой сын, Том Бронсон, был зачат в ходе однодневных отношений после поимки Игрока (англ. The Gambler) и выхода в отставку. Хотя Тед знал о Томе, он не вмешивался в жизнь сына, пока злодей Вандал Савадж не начал систематически убивать детей и внуков героев и героинь Золотого века. Тед также имел горячий роман с Селиной Кайл (также известной, как Женщина-кошка, которую Тед некоторое время тренировал), а также роман в 1940-е годы с Королевой Ипполитой.
Дважды в течение его отставки после Нулевого часа Тед был тяжело ранен, защищая невинные жизни. Первый раз защищая клиентов бара «Warriors», который держал бывший Зелёный Фонарь Гай Гарднер. Позже он был ранен в ходе спасательной операции во время снегопада в масштабах планеты. Оба раза его лечили на месте в «Warriors», имеющем очень хорошее медицинское оборудование. Он полностью восстановился от обеих ран.
В результате изменения Затарой проклятья, наложенного на Дикого Кота волшебником по имени Король Инферно, который требовал от него проиграть матч по боксу, он обладает «девятью жизнями». Из-за действий Затары, Тед имеет девять жизней, тогда как по задумке Короля Инферно он должен был превратиться в кота. После этого Дикий Кот потерял все его девять жизней в разные моменты времени, большинство которых возникло вне страниц комикса.
Дикий Кот был также одним из многих боевых инструкторов, наставлявших молодого Брюса Уэйна на его пути к становлению Бэтменом. Он также помогал обучать Чёрную канарейку, обучив её различным боксёрским техникам, подходящим её телу (множества неизвестно или против воли её матери, первой Чёрной канарейки, которая не хотела, чтобы её дочь пошла по её стопам).
В JSA № 52-54 было раскрыт тёмный случай из прошло Дикого Кота, было сказано, что он подставил невинного человека, как убийцу его девушки и что этот человек был казнён за убийство, которого не совершал. Дикого Кота атаковал последний Малиновый Мститель (англ. Crimson Avenger), который после смерти Дикого Кота (который выжил из-за девяти жизней) неохотно оставил героя в покое, когда тот попытался объяснить своё действие, поскольку человек, которого он подставил, убил убийцу его девушки, поэтому Дикий Кот решил его наказать за убийство из чувства мести.
В Justice Society of America № 34 Мордру сказал Теду, что он обладает девятью жизнями каждый "цикл", хотя Мордру не пояснил, сколько такой цикл длится. Это значит, что Тед каким-то образом вернул свои потраченные жизни. В Justice Society of America № 36 это было подтверждено. Тед имеет теперь девять жизней в любое время, что означает его нужно убить девять раз в краткий период, чтобы убить полностью. Оказалось, что он потомок английского герцога, что позволило ему победить Призрака Джентльмена, которого может убить лишь благородной крови.

### Иоланда Монтез
Родившаяся с мета-человеческими силами из-за махинаций доктора Бенджамина Лова, Иоланда Монтез стала крёстной дочерью Теда Гранта, доброго друга её отца, "Молера" Монтеза. Из-за внутриутробного лечения Иоланда родилась с убирающимися когтями на пальцах её ног и рук, а также ловкой, как кошка. Она скрывала свои способности и жила обычной жизнью. Иоланда стала журналисткой, работающей на "Rock Star Magazine". Тед был серьёзно ранен после Кризиса и Иоланда использовала свои способности, чтобы стать новой Дикой Кошкой. Она присоединилась к команде Infinity, Inc. вскоре после этого. Она сражалась за добро долгие годы до своей смерти от рук Эклипсо, как и другие её товарищи по команде Shadow Fighters. Кузина Иоланды, Алекс, после этого стала Эклипсо.

### Гектор Рамирес
Гектор Рамирес впервые появился в Batman/Wildcat № 1 (апрель 1997 года), и был создан Чаком Диксоном, Бо Смитом и Серджо Кариелло. Он был боксёром и протеже Теда Гранта, Дикого Кота Золотого Века. После того, как Гектор узнал о бывшей второй жизни Гранта, он захотел продолжить дело своего наставника, но Тед отказался. После этого Гектор взял один из старых костюмов Теда и вышел на улицы Готэм-сити, как Дикий Кот. В попытке вломиться в секретный бойцовский клуб, где заключённые злодеи сражались до смерти, Рамирес был пойман и убит Убийцей Кроком на ринге. Операторы Секретного Ринга, Лок-Ап и Эрни Чаб, были в конце концов арестованы Тедом и Бэтменом.

### Том Бронсон

Том Бронсон - кот-оборотень. Рисунок Дейла Иглшема.

Позже выяснилось, что у Теда Гранта был сын, которого он никогда не встречал, по имени Том Бронсон. Его мать была женщиной, с которой Тед переспал всего один раз. Том не показывал себя обиженным по отношению к Теду за то, что тот не был в его жизни, но заявлял, что никогда не собирался стать следующим Диким Котом (поскольку заявлял, что не дрался с 8-го класса, да и ту схватку проиграл).
Позже оказалось, что Том - мета-человек. Когда Дикий Кот подвёргся атаке Вандала Саваджа, Том оказался котом-оборотнем (Том-кот), очень схожим с версией Дикого Кота из комикса Kingdom Come - гуманоид, но с головы до ног покрыт чёрной шерстью, лицо похожее на пантеру, наличествуют когти и хвост. Том способен менять облик по желанию, и сумел продержаться в схватке против Саваджа, пока не пришла помощь, несмотря на большое желание убить (и съесть) его.
В 80-страничном комиксе Justice Society of America Giant Sized (2010 год) было рассказано, что мать Тома, с которой, как оказалось, Тед Грант имел нечто большее, чем одну ночь вместе, имела те же способности, что и её сын, но оборачивалась не по своей воле каждый месяц в ходе её цикла. После небольшой битвы, в которую были вовлечены Дикий Кот, мать Тома и первая Охотница (Пола Брукс), Дикий Кот отнёс мать Тома к Доку Миднайту, который вылечил её от недобровольного аспекта её способностей, теперь она могла превращаться по своему желанию. Пока она была без сознания, Дикий Кот попросил Миднайта вылечить её и отослать подальше - не из чувства протеста, но чтобы защитить её от опасностей его жизни. Вскоре после этого Миднайт обнаруживает, что она беременна и рассказывает об этом своей пациентке. Она решила утаить эту информацию от Дикого Кота, хотя мотивы её остались не ясны. Она воспитывает ребёнка сама, и, по всей видимости, не рассказав о её способностях сыну.
Том медленно налаживает связь с Тедом и в конце концов (после исходного отказа) соглашается разделить имя "Дикий Кот" со своим отцом, после чего он был представлен и присоединился к Обществу Справедливости.
Войдя позже в команду Лиги Справедливости, он поговорил с Виксен и начал испытывать чувства, обострённые на животном уровне.
Когда Общество Справедливости оказалось разделено во мнении, хорош ли богоподобный Гог, Том верит, что это так, а его отец - нет.
В ходе Финального Кризиса и Том, и Грант объединяются с Иман, Пауэр Гёрл и несколькими другими супергероями, сражавшимися с силами Дарксайда.
В истории 2010 года Общество Справедливости разделилось на две независимые команды и Том решает присоединиться к Всезвёздной команде, а Тед Грант - к другой. Неизвестно, имеет ли это разделение отношение к раздору между отцом и сыном, или нет. Том теперь также упоминается как Томкот (англ. Tomcat).

## Другие версии

### The Sandman/Prez
Дикий Кот изображён, как боксёр (не супергерой) Тед Грант в мире Преза Рикарда в The Sandman: World's End. Женщина, помешанная на Диком Коте, стреляет в Преза и его девушку, убив её и ранив его. Дикий Кот провёл с ним несколько часов, пока тот находился в госпитале. Сказано, что нет между ними недоброжелательности - През даже предложил помилование убийце, но она всё равно была отправлена на электрический стул.

### Kingdom Come
В комиксе Kingdom Come Алекс Росс (и сценарист Марк Уэйд) изобразили Дикого Кота пантерой-гуманоидом с душой Теда Гранта. Он работает с группой Бэтмена (и другими выходцами из Лиги Справедливости). Точно неизвестно, умер ли он или нет, к концу комикса, когда армия выпускает ядерную ракету против мета-людей.

### DC: The New Frontier
Дикий Кот появляется, как чемпион по боксу в тяжёлом весе, защищающий свой титул против Кассиуса Клэйя.

### Tangent Comics
В Tangent: Superman's Reign № 3 Дикий Кот с Земли-9 оказался гигантским гуманоидом с чертами кошки, участником организации Найтвинга команды Коверт Опс (англ. Covety Ops).

## Вне комиксов

### Телевидение
- Дикий Кот (Тед Грант) появился в мультсериале Justice League Unlimited, озвученный Деннисом Фариной.
- Появился в нескольких эпизодах мультсериала Batman: The Brave and the Bold, озвученный Ли Эрми.[13]
- Тед Грант появляется на несколько секунд в телесериале «Тайны Смолвилля», на чёрно-белой видео-плёнке, на которой показан захват всех членов Общества Справедливости полицией. Тед Гранта сыграл актёр Роджер Хаскет.
- Тед Грант появляется в 6-й серии 3-го сезона сериала Стрела

### Фильмы
- Тед Грант появляется, как в костюме, так и без него, в анимационном фильме Justice League: The New Frontier. По сюжету он бывший участник Общества Справедливости.
- Альтернативная версия Дикого Кота появляется в анимационном фильме Justice League: Crisis on Two Earths среди подчинённых Синдиката преступности, известных, как Мэйд Мэны (англ. Made Men).
- Тед Грант появляется в двух анимационных фильмах: Lego DC Super Hero Girls: Brain Drain и Lego DC Super Hero Girls: Super-Villain High, в обоих озвучен Джоном Ди Маджо.

### Игры
- Тед Грант появляется в игре Batman: The Brave and the Bold, озвученный Ли Эрми.
- Также Тед Грант появляется в DC Universe Online.

### Игрушки
- Дикий Кот был выпущен в качестве игрушечной статуэтки в девятой волне линии DC Universe Classics вместе с Зелёной Стрелой, Дэдшотом, Чёрной канарейкой и другими. Был доступен в чёрном и синем костюмах.

## Критика
- Персонаж получил 71-е в списке 100 лучших героев комиксов по версии сайта IGN, где также заявлено, что в своё время Дикий Кот был персонажем чуть ли не более интригующим, чем даже Спектр.[14]